# میدوی، شهرستان مدیسون، ایلینوی
میدوی (به انگلیسی: Midway) یک منطقهٔ مسکونی در ایالات متحده آمریکا است که در شهرستان مدیسن، ایلینوی واقع شده‌است. میدوی ۱۶۷٫۹۵ متر بالاتر از سطح دریا واقع شده‌است.